# イツハク・ベンツビ
イツハク・ベンツビ（ヘブライ語: יצחק בן צבי, Yitzhak Ben-Zvi、1884年11月24日 - 1963年4月23日）は、イスラエルの政治家。出生名は、イサーク・シムシェレヴィッチ（Izaak Shimshelevich／Исаак Шимшилевич）。
大統領（第2代）を務めた。

## 生い立ち
ロシア帝国のポルタヴァ（現在のウクライナ）に生まれる。彼は1905年のポグロムから身を守るためにウクライナで結成された自警団に加わり、その後シオニズム団体「シオンの労働者」（Poale Zion）に参加する。
1907年、彼はシオニスト議会（WZO）の代表者に選ばれ、同じく代表者のイスラエル・ショハット（Israel Shochat）と出合う。同年、彼はショハットを連れて当事オスマン帝国統治下のパレスチナへ移住し、農作業に従事し始める。ここで出合ったのちの初代イスラエル首相ダヴィド・ベン＝グリオンは終生の友人となる。そしてヤッフォに小さなアパートメントを構えたベンツビは、そこで後の「ハショメル」（Hashomer）となる秘密結社の自警団「バル＝ギオラ」を立ち上げる。これは、それまで盗人から農作物などを守るため、アラブ人を夜警として雇っていたが、ユダヤ人自身が警備を行うことで民族の自決を図ろうとしたものであった。「ユダヤは火と血で滅んでも、火と血からよみがえる」をモットーとし、名はローマ帝国時代のユダヤの反逆者であるシモン・バル＝ギオラにあやかるという。1909年には後の妻となるラケル・ヤナイトとともにエルサレムにギムナジウム（高等学校に当たる教育機関）を設立している。
彼はイスタンブールにあるガラタサライ高校で学んだ後、1912年からイスタンブール大学でベングリオンとともに法律を学び、1914年の8月に再びパレスチナに戻る。しかし1915年、政治活動を理由にオスマン帝国当局によって2人はパレスチナから追放される。彼らはアメリカに住むユダヤ系の人々にシオニスト運動を伝えるためニューヨークに渡り、イディッシュで「The Land of Israel Past and Present」を執筆し、「ヘハルツHeHalutz」によって若い層にシオニズムへの参加を呼びかけた。
1918年にパレスチナに戻ったベンツビはラケル・ヤナイトと結婚し、この地で2人の子供、アムラムとエリをもうけている。しかしその後、エリは1948年の第一次中東戦争で死亡している。
その後1919年、彼は政党アフドゥト・ハアボダ（Ahdut HaAvoda）
の設立に寄与し、ハガナーにも名を連ねている。

## イスラエル大統領時代
1948年5月14日、イスラエルの独立宣言が読まれ、ベンツビの名は独立宣言書の4番目にサインされていた。また彼は1949年の第1クネセト、1951年の第2クネセトでマパイ党員に選出された。1952年12月8日、彼は第2代イスラエル大統領に選ばれ、その死まで職を全うした。
彼は政府が財政難の時は、大統領がそれに伴う暮らしをしてみせて国民に示すべきだと考えており、彼と彼の家族は26年以上にわたり、エルサレム地区のレハヴィアに木でできた質素な家に住み続けた。

## その他
イスラエルにある多くの通りにベンツビの名前が使われており、100新シェケル札には彼の肖像が描かれている。
レハヴィアの彼の家はベイト・ケシェトのキブツに移動しており改装されている。